# Nikon Coolpix S200
Pour les articles homonymes, voir S200.
Le Nikon Coolpix S200 est un appareil photographique numérique de type compact fabriqué par Nikon de la série de Nikon Coolpix.
Commercialisé en mars 2007 au prix public de 229€, le S200 est un appareil d'entrée de gamme de forme ergonomique assurant une bonne prise de main, de dimensions réduites: 9,2 x 5,7 x 1,9 cm, d'une définition de 7,1 mégapixels et d'un zoom optique de 3x.

Sa portée minimum de la mise au point est de 60 cm, ramenée à 10 cm en mode macro.

Il est équipé d'une fonction "AF Priorité visage" qui permet d'avoir des portraits d'une bonne luminosité puisque l'appareil détecte les visages et réalise la mise au point dessus.

Il possède également le système "D-lighting" développé par Nikon qui permet éclaircir les zones sous-exposées d'une image directement à partir de l'appareil, ainsi que le dispositif de stabilisation électronique "VR" (Vibration Reduction) qui permet de supprimer le flou de bougé pendant l’enregistrement de clips vidéo ou d'image.

Son automatisme gère 15 modes Scène pré-programmés afin de faciliter les prises de vues (portrait, portrait de nuit, paysage, fête/Intérieur, plage/neige, coucher de soleil, feux d'artifice, nocturne, macro, musée, sport, aurore/crépuscule, reproduction, contre-jour, panorama assisté).

L’ajustement de l'exposition est automatique et permet également un mode manuel avec un ajustement dans une fourchette de ±2.0 par paliers de 0,33 EV.

La balance des blancs se fait de manière automatique, mais également semi-manuel avec des options pré-réglées.

La fonction "BSS" (Best Shot Selector) sélectionne parmi dix prises de vues successives, l'image la mieux exposée et l'enregistre automatiquement.

Son flash incorporé a une portée effective de 0,6 à 5,4 m en grand-angle et de 0,6 à 2,8 m en téléobjectif et dispose de la fonction atténuation des yeux rouges.

## Caractéristiques
- Capteur CCD taille 1/2,5 pouce - 7,41 millions de pixels, effective: 7,1 millions de pixels
- Zoom optique: 3x, numérique: 4x
- Distance focale équivalence 35 mm: 38-114 mm
- Ouverture de l'objectif: F/3,1-F/5,9
- Vitesse d'obturation: 4 à 1/1000 seconde
- Sensibilité: auto 50 à 800 ISO et manuel: 50, 100, 200, 400, 800 et 1000 ISO.
- Stockage: Secure Digital SD et SDHC et MultiMedia Card - mémoire interne de 20 Mo
- Définition image maxi: 3072x2304 au format JPEG.
- Autres définitions: 3072x1728, 2592x1944, 2048x1536, 1024x768 et 640x480
- Définitions vidéo: 320x240 et 640x480 à 30 images par seconde, 320x240 et 160x120 à 15 images par seconde au format Quicktime avec son.
- Connectique: USB 2.0, audio-vidéo composite
- Écran LCD de 2,5 pouces - matrice active TFT de 153 000 pixels
- Compatible PictBridge
- Batterie propriétaire rechargeable Lithium-ion type EN-EL10
- Poids: 125 g sans accessoires (batterie et carte mémoire)
- Finition: argent, noir et rouge.